# Eš Kodeš
Eš Kodeš (hebrejsky אש קודש, doslova „Posvátný oheň“, anglicky Esh Kodesh) je izraelská osada neoficiálního charakteru (tzv. outpost) v bloku židovských osad okolo osady Šilo na Západním břehu Jordánu v Oblastní radě Mate Binjamin.

## Geografie
Nachází se v nadmořské výšce cca 820 metrů na východním okraji centrálního hornatého hřbetu Samařska. Leží cca 34 kilometrů severoseverovýchodně od historického jádra Jeruzalému, cca 22 kilometrů severovýchodně od Ramalláhu a cca 53 kilometrů východně od centra Tel Avivu.
Vesnice je na dopravní síť Západního břehu Jordánu napojena pomocí místní komunikace, která sem odbočuje z jihu od osady Adej Ad, od které pak vede spojení západním směrem k mateřské osadě Šilo a na východ směrem k silnici číslo 458 (takzvaná Alonova silnice).
Eš Kodeš leží v hustě osídlené části centrálního Samařska, kde jsou palestinské i židovské obce vzájemně promíseny. V této lokalitě vzniklo od konce 20. století několik menších židovských osad, které vytvářejí souvislý blok rozptýlené zástavby o ploše mnoha kilometrů čtverečních (tzv. Guš Šilo).

## Název
Jméno osady odkazuje na knihu Eš Kodeš, kterou napsal rabín Kalonymus Kalman Shapira, a také na Eš Kodeš Gilmora, který byl zabit při teroristickém útoku v Jeruzalémě.

## Dějiny
Osada byla založena v měsíci tevet židovského roku 5761 (prosinec 2000). Obyvatelé vyznávají náboženský sionismus. Vesnice leží v hornaté krajině a obyvatelé se snaží o zakládání pěstování oliv a révy. Většina veřejných služeb se nachází v mateřských osadách Šilo a Švut Rachel. V Eš Kodeš funguje synagoga, mikve, společenské centrum, hřiště, knihovna a je tu postaráno o předškolní péči o děti.
Zpráva organizace Mír nyní z roku 2007 uvádí, že osada nestojí na žádných pozemcích v soukromém vlastnictví Palestinců. V srpnu 2015 proběhly u Eš Kodeš potyčky mezi Palestinci a místními osadníky kvůli sporům o vlastnictví okolních zemědělských pozemků. Krátce předtím došlo k útoku proti arabské rodině v nedaleké palestinské vesnici Duma, který byl přičítán židovským extrémistům. Izraelská stanice Aruc 2 uvedla, že útočníci měli přijít do Dumy ve směru od Eš Kodeš, ovšem ne přímo z Eš Kodeš.

## Demografie
Přesně údaje o počtu obyvatel nejsou k dispozici, protože nejde o oficiálně samostatnou obec, byť fakticky má Eš Kodeš samostatné členství v Oblastní radě Mate Binjamin. Roku 2007 je tu uváděno 36 trvale bydlících obyvatel. Internetový portál Oblastní rady Mate Binjamin zde eviduje už 31 rodin.